# 伊福部崇のラジオのラジオ
『伊福部崇のラジオのラジオ』（いふくべたかしのラジオのラジオ）は、2013年4月7日から2025年3月29日まで超!A&G+で配信されていたラジオ番組。メインパーソナリティは伊福部崇。

## 番組概要
ラジオの構成作家でもある伊福部が毎回ゲストを迎え、ラジオというメディアについて様々な視点で語りつくす、ラジオオタクに向けた番組。
2012年4月の伊福部のつぶやきから番組の立ち上げが始まり、2013年4月7日より超!A&G+で開始。超!A&G+のサービス終了に伴い、2025年3月29日をもって終了した。
ゲストは構成作家やエンジニア、ディレクターやプロデューサーなどと言った現場職関係者が多いが、パーソナリティーを務める声優や時には文化放送の社長など幹部クラスの人物、更には他局の関係者も出演していた。
第430回からはニコニコチャンネル「文化放送A&Gチャンネル」にてアーカイブ配信が行われていた。

### 配信時間
2024年4月28日 - 2025年3月29日
- 毎月1回土曜（最終金曜深夜） 2:00 - 3:00

過去の配信時間
2023年4月29日 - 2024年3月30日
- 最終土曜 20:00 - 21:00

2021年3月30日 - 2023年3月28日
- 水曜日（火曜深夜） 2:30 - 3:00 （リピート配信: 水曜日 14:30 - 15:00）

2015年10月5日 - 2021年3月22日
- 火曜日（月曜深夜） 3:00 - 3:30 （リピート配信: 火曜日 15:00 - 15:30）

2015年4月6日 - 2015年9月28日
- 火曜日（月曜深夜） 2:30 - 3:00 （リピート配信: 水曜日 6:00 - 6:30）

2013年10月13日 - 2015年4月5日
- 日曜日 18:00 - 18:30 （リピート配信: 火曜日 6:00 - 6:30）

2013年4月7日 - 2013年10月6日
- 日曜日 18:30 - 19:00

### パーソナリティ
伊福部崇

### 歴代アシスタント
アシスタントは年度切り替わりの約1年で交代していた。
林沙織（初代、2013年4月7日 - 2014年4月6日）
鈴木美咲（2代目、2014年4月13日 - 2015年4月5日）
長嶋はるか（3代目、2015年4月6日 - 2016年4月4日）
長弘翔子（4代目、2016年4月11日 - 2017年4月3日）
藤井彩加（5代目、2017年4月10日 - 2018年4月2日）
嘉陽光（6代目、2018年4月9日 - 2019年3月25日）
中原舜実（7代目、2019年4月1日 - 2020年3月23日）
那谷柊優（8代目、2020年3月30日 - 2021年3月30日）
橋本和（9代目、2021年4月6日 - 2022年3月29日）
三谷綾子（10代目、2022年4月5日 - 2023年3月28日）
苅谷瑠衣（11代目、2023年4月29日 - 2024年3月30日）
平林瑚夏（12代目、2024年4月28日 - 2025年3月30日）

## コーナー
基本的にオープニングとエンディング以外はゲストトークのみの番組であるが、一部コーナーを行った時期があった。
サブ作家オーディション
（第10回（2013年6月9日） - 第11回（2013年6月16日））
番組配信開始から番組のサブ作家を募集しており、オーディションとして番組の新コーナーを考えてプレゼンする模様が配信された。オーディションの結果、辻村が採用された。
劇団我楽多presents 伊福部崇のラジオのラジオのドラマ
（第54回（2014年4月13日） - 第104回（2015年3月29日））
2期のアシスタントである鈴木がアシスタントを務めていた期間行われていた、ラジオのあるあるをテーマとしたラジオドラマ。脚本は1本を除き全て鈴木美咲（残り1本は伊福部崇）。
髙橋ミナミのWho are you?
（第438回（2021年8月24日））
「伊福部崇のラジオのラジオのイベント vol.14.6」でリスナーから募集した企画を実現化した番組のコーナー化。
髙橋ミナミをメインMCに迎え、ゲストを髙橋本人にも非公開にし、髙橋ミナミが誰だか分からないゲストと楽しく盛り上がっていく番組。
この配信回はOPとEDの伊福部とアシスタントのトーク以外の全編が当コーナーで構成された。

## ゲスト

### 2013年4月 - 2014年3月
- 第1回（2013年4月7日）鷲崎健（ラジオパーソナリティ）
- 第2回（2013年4月14日）鷲崎健
- 第3回（2013年4月21日）片寄好之（文化放送 取締役放送事業局長）
- 第4回（2013年4月28日）片寄好之、宮野真守（声優）
- 第5回（2013年5月5日）宮野真守
- 第6回（2013年5月12日）諏訪勝（放送作家）
- 第7回（2013年5月19日）諏訪勝
- 第8回（2013年5月26日）浅野真澄（声優）
- 第9回（2013年6月2日）浅野真澄
- 第10回（2013年6月9日）渡会一仁（ディレクター）
- 第11回（2013年6月16日）渡会一仁
- 第12回（2013年6月23日）榎本温子（声優）
- 第13回（2013年6月30日）榎本温子
- 第14回（2013年7月7日）兼田健一郎（ラジオ大阪東京支社長、編成制作部長）
- 第15回（2013年7月14日）兼田健一郎
- 第16回（2013年7月21日）藤井青銅（構成作家）
- 第17回（2013年7月28日）藤井青銅
- 第18回（2013年8月4日）砂山圭大郎（文化放送アナウンサー）
- 第19回（2013年8月11日）砂山圭大郎
- 第20回（2013年8月18日）三重野瞳（歌手）
- 第21回（2013年8月25日）三重野瞳
- 第22回（2013年9月1日）佐藤満春（お笑い芸人、どきどきキャンプ、放送作家）
- 第23回（2013年9月8日）佐藤満春
- 第24回（2013年9月15日）正岡謙一郎（放送作家）
- 第25回（2013年9月22日）正岡謙一郎
- 第26回（2013年9月29日）古平伊織（『声優ラジオの時間 NEXT SEASON』ライター）、村上謙三久（『声優ラジオの時間』編集長）
- 第27回（2013年10月6日）古平伊織、村上謙三久
- 第28回（2013年10月13日）菅沼久義（声優）
- 第29回（2013年10月20日）菅沼久義
- 第30回（2013年10月27日）月野木隆行（東放学園専門学校校長）
- 第31回（2013年11月3日）月野木隆行
- 第32回（2013年11月10日）森久保祥太郎（声優）
- 第33回（2013年11月17日）森久保祥太郎
- 第34回（2013年11月24日）小野坂昌也（声優）
- 第35回（2013年12月1日）小野坂昌也
- 第36回（2013年12月8日）RAM RIDER（歌手）
- 第37回（2013年12月15日）RAM RIDER
- 第38回（2013年12月22日）大村綾人（放送作家）
- 第39回（2013年12月29日）大村綾人
- 第40回（2014年1月5日）佐藤勉（番組プロデューサー）、吉野祐一郎（アトミックモンキー、伊福部のマネージャー）、作家谷、辻村明日香（サブ作家）、北迫大輔（ディレクター）[6]
- 第41回（2014年1月12日）佐藤勉、吉野祐一郎、谷、辻村明日香、北迫大輔[6]
- 第42回（2014年1月19日）おたっきぃ佐々木（放送作家）
- 第43回（2014年1月26日）おたっきぃ佐々木
- 第44回（2014年2月2日）田村ゆかり（声優）
- 第45回（2014年2月9日）田村ゆかり
- 第46回（2014年2月16日）植木雄一郎（ラジオ関西ラジオプロデューサー）
- 第47回（2014年2月23日）植木雄一郎
- 第48回（2014年3月2日）小林順（ディレクター）
- 第49回（2014年3月9日）小林順
- 第50回（2014年3月16日）岩田光央（声優）
- 第51回（2014年3月23日）岩田光央
- 第52回（2014年3月30日）林沙織（声優、初代アシスタント）
- 第53回（2014年4月6日）林沙織

### 2014年4月 - 2015年4月
- 第54回（2014年4月13日）宮野好章（文化放送A&G事業部 部長）
- 第55回（2014年4月20日）中村繪里子（声優）
- 第56回（2014年4月27日）中村繪里子
- 第57回（2014年5月4日）鹿野優以（声優）
- 第58回（2014年5月11日）八木たかお（放送作家）
- 第59回（2014年5月18日）八木たかお
- 第60回（2014年5月25日）小泉義徳（株式会社セカンドショット代表取締役社長）
- 第61回（2014年6月1日）小泉義徳
- 第62回（2014年6月8日）青木貴博（株式会社radiko代表取締役社長）
- 第63回（2014年6月15日）瀬田蔵人（株式会社AG-ONE代表取締役社長）
- 第64回（2014年6月22日）やまけん（ディレクター）
- 第65回（2014年6月29日）やまけん
- 第66回（2014年7月6日）松来未祐（声優）
- 第67回（2014年7月13日）松来未祐
- 第68回（2014年7月20日）広島順二（『声優グランプリ』編集長）
- 第69回（2014年7月27日）伊福部達（工学者、伊福部崇の叔父）
- 第70回（2014年8月3日）伊福部達
- 第71回（2014年8月10日）天野孝之（ディレクター）
- 第72回（2014年8月17日）天野孝之
- 第73回（2014年8月24日）ベン村さ来（放送作家）
- 第74回（2014年8月31日）ベン村さ来
- 第75回（2014年9月7日）金川英樹（K'z Station）
- 第76回（2014年9月14日）金川英樹
- 第77回（2014年9月21日）鈴村健一（声優）
- 第78回（2014年9月28日）鈴村健一
- 第79回（2014年10月5日）関智一（声優）、長沢美樹（声優）
- 第80回（2014年10月12日）関智一、長沢美樹
- 第81回（2014年10月19日）小林洋平（放送作家）
- 第82回（2014年10月26日）小林洋平
- 第83回（2014年11月2日）浅倉杏美（声優）
- 第84回（2014年11月9日）浅倉杏美
- 第85回（2014年11月16日）青木瑠璃子（声優）
- 第86回（2014年11月23日）青木瑠璃子
- 第87回（2014年11月30日）菊池慶幸（ディレクター）
- 第88回（2014年12月7日）菊池慶幸
- 第89回（2014年12月14日）入江玲於奈（声優）
- 第90回（2014年12月21日）入江玲於奈
- 第91回（2014年12月28日）伊福部崇[7]
- 第92回（2015年1月4日）中村繪里子、入江玲於奈、ブティックあゆみ（お笑い芸人）、村上謙三久、菊池慶幸[8]
- 第93回（2015年1月11日）儀武ゆう子（声優）
- 第94回（2015年1月18日）儀武ゆう子
- 第95回（2015年1月25日）藤林弘之（ディレクター）
- 第96回（2015年2月1日）藤林弘之
- 第97回（2015年2月8日）山崎はるか（声優）
- 第98回（2015年2月15日）山崎はるか
- 第99回（2015年2月22日）横山雄二（中国放送アナウンサー、映画『ラジオの恋』主演）
- 第100回（2015年3月1日）横山雄二
- 第101回（2015年3月8日）露木直人（ディレクター）
- 第102回（2015年3月15日）露木直人
- 第103回（2015年3月22日）花江夏樹（声優）
- 第104回（2015年3月29日）花江夏樹
- 第105回（2015年4月5日）鈴木美咲（声優、2代目アシスタント）

### 2015年4月 - 2016年4月
- 第106回（2015年4月6日深夜）宮野好章
- 第107回（2015年4月13日深夜）八木菜緒（文化放送アナウンサー）
- 第108回（2015年4月20日深夜）田所あずさ（声優）
- 第109回（2015年4月27日深夜）田所あずさ
- 第110回（2015年5月4日深夜）三澤紗千香（声優）
- 第111回（2015年5月11日深夜）三澤紗千香
- 第112回（2015年5月18日深夜）坂本耕一（放送作家）
- 第113回（2015年5月25日深夜）松本勇平（放送作家）
- 第114回（2015年6月1日深夜）吉田仁美（声優、歌手）
- 第115回（2015年6月8日深夜）吉田仁美
- 第116回（2015年6月15日深夜）あさのますみ（絵本作家）
- 第117回（2015年6月22日深夜) あさのますみ
- 第118回（2015年6月29日深夜）前田登（お笑い芸人、はりけ〜んず）
- 第119回（2015年7月6日深夜）前田登
- 第120回（2015年7月13日深夜）ふかわげんき（構成作家）
- 第121回（2015年7月20日深夜）ふかわげんき
- 第122回（2015年7月27日深夜）向清太朗（お笑い芸人、天津）
- 第123回（2015年8月3日深夜）向清太朗
- 第124回（2015年8月10日深夜）ゲストなし（イベント直前スペシャル）
- 第125回（2015年8月17日深夜）片寄好之、兼田健一郎、岩田光央、渡会一仁、砂山圭大郎[9]
- 第126回（2015年8月24日深夜）大野行男（ディレクター）
- 第127回（2015年8月31日深夜）大野行男
- 第128回（2015年9月7日深夜）油井一道、田中克樹、羽鳥泰弘（『ユニゾン!』サブ作家男性3人）
- 第129回（2015年9月14日深夜）油井一道、田中克樹、羽鳥泰弘
- 第130回（2015年9月21日深夜）児玉拓己（ディレクター）
- 第131回（2015年9月28日深夜）児玉拓巳
- 第132回（2015年10月5日深夜）関美栄、石井結良（『ユニゾン!』サブ作家女性2人）
- 第133回（2015年10月12日深夜）関美栄、石井結良
- 第134回（2015年10月19日深夜）麻倉もも（声優）
- 第135回（2015年10月26日深夜）麻倉もも
- 第136回（2015年11月2日深夜）村上謙三久
- 第137回（2015年11月9日深夜）色川奈津子（放送作家）
- 第138回（2015年11月16日深夜）色川奈津子
- 第139回（2015年11月23日深夜）立石恭子（ディレクター）
- 第140回（2015年11月30日深夜）立石恭子
- 第141回（2015年12月7日深夜）五戸美樹（フリーアナウンサー）
- 第142回（2015年12月14日深夜）五戸美樹
- 第143回（2015年12月21日深夜）田中美海（声優）
- 第144回（2015年12月28日深夜）田中美海
- 第145回（2016年1月4日深夜）中村繪里子、吉田仁美、五戸美樹、村上謙三久、大村綾人、砂山圭大郎[10]
- 第146回（2016年1月11日深夜）中村繪里子、吉田仁美、五戸美樹、村上謙三久、大村綾人、砂山圭大郎[10]
- 第147回（2016年1月18日深夜）津田健次郎（声優）
- 第148回（2016年1月25日深夜）津田健次郎
- 第149回（2016年2月1日深夜）吉田尚記（ニッポン放送アナウンサー）
- 第150回（2016年2月8日深夜）吉田尚記
- 第151回（2016年2月15日深夜）久保拓生（有限会社メガハウス代表取締役社長）
- 第152回（2016年2月22日深夜）久保拓生
- 第153回（2016年2月29日深夜）高橋美佳子（声優）
- 第154回（2016年3月7日深夜）高橋美佳子
- 第155回（2016年3月14日深夜）若菜奈津美（ディレクター）
- 第156回（2016年3月21日深夜）若菜奈津美
- 第157回（2016年3月28日深夜）宮野好章
- 第158回（2016年4月4日深夜）長嶋はるか（声優、3代目アシスタント）

### 2016年4月 - 2017年4月
- 第159回（2016年4月11日深夜）安田隆也（ポニーキャニオン）
- 第160回（2016年4月18日深夜）安田隆也
- 第161回（2016年4月25日深夜）千菅春香（声優）
- 第162回（2016年5月2日深夜）千菅春香
- 第163回（2016年5月9日深夜）髙橋鉄平（シーサイド・コミュニケーションズ）
- 第164回（2016年5月16日深夜）髙橋鉄平
- 第165回（2016年5月23日深夜）土井武志（放送作家）
- 第166回（2016年5月30日深夜）土井武志
- 第167回（2016年6月6日深夜）篠崎高志（構成作家）
- 第168回（2016年6月13日深夜）篠崎高志
- 第169回（2016年6月20日深夜）浅野佑二（構成作家）
- 第170回（2016年6月27日深夜）浅野佑二
- 第171回（2016年7月4日深夜）たかはし智秋（声優）
- 第172回（2016年7月11日深夜）たかはし智秋
- 第173回（2016年7月18日深夜）長田宏（ディレクター、構成作家）
- 第174回（2016年7月25日深夜）長田宏
- 第175回（2016年8月1日深夜）今井麻美（声優）
- 第176回（2016年8月8日深夜）今井麻美
- 第177回（2016年8月15日深夜）青木瑠璃子、土井武志、諏訪勝、妹尾（放送作家）[11]
- 第178回（2016年8月22日深夜）田原弘毅（構成作家）
- 第179回（2016年8月29日深夜）田原弘毅
- 第180回（2016年9月5日深夜）妹尾
- 第181回（2016年9月12日深夜）妹尾
- 第182回（2016年9月19日深夜）中川喜生（ディレクター）
- 第183回（2016年9月26日深夜）中川喜生
- 第184回（2016年10月3日深夜）青木佑磨（学園祭学園 ボーカル、ギター）
- 第185回（2016年10月10日深夜）青木佑磨
- 第186回（2016年10月17日深夜）片寄好之（文化放送 取締役・株式会社radiko取締役）
- 第187回（2016年10月24日深夜）伊藤美来（声優）
- 第188回（2016年10月31日深夜）伊藤美来
- 第189回（2016年11月7日深夜）伊藤晃央（ディレクター）
- 第190回（2016年11月14日深夜）伊藤晃央
- 第191回（2016年11月21日深夜）齋藤拓馬（ディレクター）
- 第192回（2016年11月28日深夜）齋藤拓馬
- 第193回（2016年12月5日深夜）村上謙三久
- 第194回（2016年12月12日深夜）関智一、森永たまち（構成作家）、小林洋平[12]
- 第195回（2016年12月19日深夜）田村ゆかり、森永たまち、小林洋平[13]
- 第196回（2016年12月26日深夜）大村博史（ディレクター）
- 第197回（2017年1月2日深夜）大村博史
- 第198回（2017年1月9日深夜）沼倉愛美（声優）
- 第199回（2017年1月16日深夜）沼倉愛美
- 第200回（2017年1月23日深夜）鷲崎健
- 第201回（2017年1月30日深夜）鷲崎健
- 第202回（2017年2月6日深夜）高橋未奈美（声優）
- 第203回（2017年2月13日深夜）高橋未奈美
- 第204回（2017年2月20日深夜）沢口けいこ（predia）
- 第205回（2017年2月27日深夜）沢口けいこ
- 第206回（2017年3月6日深夜）武長京輔（ディレクター）
- 第207回（2017年3月13日深夜）武長京輔
- 第208回（2017年3月20日深夜）八代拓（声優）
- 第209回（2017年3月27日深夜）八代拓

### 2017年4月 - 2018年4月
- 第210回（2017年4月3日深夜）長弘翔子（声優、4代目アシスタント）
- 第211回（2017年4月10日深夜）宮野好章
- 第212回（2017年4月17日深夜）渡会一仁
- 第213回（2017年4月24日深夜）渡会一仁
- 第214回（2017年5月1日深夜）根本幸大（構成作家）
- 第215回（2017年5月8日深夜）根本幸大
- 第216回（2017年5月15日深夜）菊池晃一（株式会社ノワ）
- 第217回（2017年5月22日深夜）菊池晃一
- 第218回（2017年5月29日深夜）楠田亜衣奈（声優）
- 第219回（2017年6月5日深夜）楠田亜衣奈
- 第220回（2017年6月12日深夜）新谷良子（声優）
- 第221回（2017年6月19日深夜）新谷良子
- 第222回（2017年6月26日深夜）松原勝彦（株式会社ビットプロモーション）
- 第223回（2017年7月3日深夜）松原勝彦
- 第224回（2017年7月10日深夜）原田ヒデタカ（構成作家）
- 第225回（2017年7月17日深夜）原田ヒデタカ
- 第226回（2017年7月24日深夜）ジョイまっくすポコ（株式会社MAGES.営業部店舗ラウンダー）
- 第227回（2017年7月31日深夜）ジョイまっくすポコ
- 第228回（2017年8月7日深夜）鈴木美咲
- 第229回（2017年8月14日深夜）三上枝織（声優）[14]
- 第230回（2017年8月21日深夜）三上枝織[14]
- 第231回（2017年8月28日深夜）本渡楓（声優）、向清太朗、小澤亜李（声優）、長縄まりあ（声優）[15]
- 第232回（2017年9月4日深夜）飯野美紗子、神戸光歩、田中有紀（声優、NOW ON AIR）
- 第233回（2017年9月11日深夜）飯野美紗子、神戸光歩、田中有紀
- 第234回（2017年9月18日深夜）田辺裕章（東放学園専門学校職員）
- 第235回（2017年9月25日深夜）田辺裕章
- 第236回（2017年10月2日深夜）田村R（ライター）
- 第237回（2017年10月9日深夜）田村R
- 第238回（2017年10月16日深夜）石井マーク（声優）
- 第239回（2017年10月23日深夜）石井マーク
- 第240回（2017年10月30日深夜）吉良さゆり、小峯愛未、中野さいま（声優、本気!アニラブ第9期パーソナリティ）
- 第241回（2017年11月6日深夜）吉良さゆり、小峯愛未、中野さいま
- 第242回（2017年11月13日深夜）渡部優衣（声優）
- 第243回（2017年11月20日深夜）渡部優衣
- 第244回（2017年11月27日深夜）藍原ことみ（声優）
- 第245回（2017年12月4日深夜）藍原ことみ
- 第246回（2017年12月11日深夜）向清太朗
- 第247回（2017年12月18日深夜）向清太朗
- 第248回（2017年12月25日深夜）山崎はるか、浅沼晋太郎（声優）、藍原ことみ、南早紀（声優）、五戸美樹、渡会一仁、青木佑磨[16]
- 第249回（2018年1月1日深夜）ハチミツとウインナー（伊福部崇、向清太朗）[17]
- 第250回（2018年1月8日深夜）村上謙三久
- 第251回（2018年1月15日深夜）村上謙三久
- 第252回（2018年1月22日深夜）ヒコロヒー（お笑い芸人）
- 第253回（2018年1月29日深夜）ヒコロヒー、原田ヒデタカ（構成作家）
- 第254回（2018年2月5日深夜）桑原由気（声優）
- 第255回（2018年2月12日深夜）桑原由気
- 第256回（2018年2月19日深夜）齋藤亮（構成作家）
- 第257回（2018年2月26日深夜）齋藤亮
- 第258回（2018年3月5日深夜）立花理香（声優）
- 第259回（2018年3月12日深夜）立花理香
- 第260回（2018年3月19日深夜）浅沼晋太郎
- 第261回（2018年3月26日深夜）浅沼晋太郎
- 第262回（2018年4月2日深夜）藤井彩加（声優、5代目アシスタント）

### 2018年4月 - 2019年3月
- 第263回（2018年4月9日深夜）宮野好章
- 第264回（2018年4月16日深夜）田中哲矢（株式会社キャビネット代表）
- 第265回（2018年4月23日深夜）田中哲矢
- 第266回（2018年4月30日深夜）五戸美樹
- 第267回（2018年5月7日深夜）五戸美樹
- 特別番組：ぴょんさんの あなたとツナガリたい！（2018年5月14日深夜）
- 第268回（2018年5月21日深夜）山崎はるか
- 第269回（2018年5月28日深夜）兼田健一郎
- 第270回（2018年6月4日深夜）兼田健一郎
- 第271回（2018年6月11日深夜）YURiKA（歌手）
- 第272回（2018年6月18日深夜）YURiKA
- 第273回（2018年6月25日深夜）川尻恵太（構成作家）
- 第274回（2018年7月2日深夜）川尻恵太
- 第275回（2018年7月9日深夜）鈴木美咲、長嶋はるか、長弘翔子、藤井彩加（歴代アシスタント）
- 第276回（2018年7月16日深夜）鈴木美咲、長嶋はるか、長弘翔子、藤井彩加
- 第277回（2018年7月23日深夜）角元明日香（声優）
- 第278回（2018年7月30日深夜）角元明日香
- 第279回（2018年8月6日深夜）長坂健司（早稲田大学広告研究会）
- 第280回（2018年8月13日深夜）長坂健司
- 第281回（2018年8月20日深夜）千葉翔也（声優）、向清太朗、中村繪里子、諏訪勝[18]
- 第282回（2018年8月27日深夜）高橋和也（文化放送A&G事業部）
- 第283回（2018年9月3日深夜）高橋和也
- 第284回（2018年9月10日深夜）村上謙三久
- 第285回（2018年9月17日深夜）村上謙三久
- 第286回（2018年9月24日深夜）荒井基雄（株式会社トライリミテッド代表）
- 第287回（2018年10月1日深夜）荒井基雄
- 第288回（2018年10月8日深夜）中☆吉（中村繪里子、吉田仁美）
- 第289回（2018年10月15日深夜）中☆吉
- 第290回（2018年10月22日深夜）沢城千春（声優）
- 第291回（2018年10月29日深夜）沢城千春
- 第292回（2018年11月5日深夜）大久保瑠美（声優）[19]
- 第293回（2018年11月12日深夜）大久保瑠美[19]
- 第294回（2018年11月19日深夜）山嵜省吾（フリーディレクター）
- 第295回（2018年11月26日深夜）山嵜省吾
- 第296回（2018年12月3日深夜）三上大樹（構成作家）
- 第297回（2018年12月10日深夜）三上大樹
- 第298回（2018年12月17日深夜）南早紀、下野紘（声優）、やすひさてっぺい（日本唐揚協会会長）、渡会一仁[20]
- 第299回（2018年12月24日深夜）兼田健一郎
- 第300回（2018年12月31日深夜）村上謙三久
- 第301回（2019年1月7日深夜）兼田健一郎（株式会社ベルガモ代表）
- 第302回（2019年1月14日深夜）亜咲花（歌手）
- 第303回（2019年1月21日深夜）亜咲花
- 第304回（2019年1月28日深夜）長谷川浩二（放送作家）
- 第305回（2019年2月4日深夜）長谷川浩二
- 第306回（2019年2月11日深夜）高橋信（声優）
- 第307回（2019年2月18日深夜）高橋信
- 第308回（2019年2月25日深夜）やきそばかおる（構成作家）
- 第309回（2019年3月4日深夜）やきそばかおる
- 第310回（2019年3月11日深夜）香里有佐（声優）
- 第311回（2019年3月18日深夜）香里有佐
- 第312回（2019年3月25日深夜）嘉陽光（声優、6代目アシスタント）

### 2019年4月 - 2020年3月
- 第313回（2019年4月1日深夜）佐藤勉（文化放送A&G事業部）
- 第314回（2019年4月8日深夜）東山奈央（声優）
- 第315回（2019年4月15日深夜）東山奈央
- 第316回（2019年4月22日深夜）和田昌之（エクスアーツジャパン代表取締役社長）
- 第317回（2019年4月29日深夜）和田昌之
- 第318回（2019年5月6日深夜）上條医（ディレクター）
- 第319回（2019年5月13日深夜）上條医
- 第320回（2019年5月20日深夜）滝澤瞳（ディレクター）
- 第321回（2019年5月27日深夜）滝澤瞳
- 第322回（2019年6月3日深夜）ふとし（構成作家）
- 第323回（2019年6月10日深夜）ふとし
- 第324回（2019年6月17日深夜）黒崎真音（歌手）
- 第325回（2019年6月24日深夜）黒崎真音
- 第326回（2019年7月1日深夜）冨田明宏（株式会社一二三プロデューサー）
- 第327回（2019年7月8日深夜）冨田明宏
- 第328回（2019年7月15日深夜）豊田萌絵（声優）
- 第329回（2019年7月22日深夜）豊田萌絵
- 第330回（2019年7月29日深夜）木戸健介（大網株式会社メディア事業室）
- 第331回（2019年8月5日深夜）木戸健介
- 第332回（2019年8月12日深夜）榎本温子
- 第333回（2019年8月19日深夜）榎本温子
- 第334回（2019年8月26日深夜）徳井青空（声優）、桑原由気、向清太朗[21]
- 第335回（2019年9月2日深夜）竹内彰廣（音楽プロデューサー・配信プロデューサー）
- 第336回（2019年9月9日深夜）竹内彰廣
- 第337回（2019年9月16日深夜）倉岡水巴（22/7）
- 第338回（2019年9月23日深夜）倉岡水巴
- 第339回（2019年9月30日深夜）大島育宙（お笑い芸人、XXCLUB）
- 第340回（2019年10月7日深夜）大島育宙
- 第341回（2019年10月14日深夜）小笠原翔（ディレクター）
- 第342回（2019年10月21日深夜）小笠原翔
- 第343回（2019年10月28日深夜）藤井彩加
- 第344回（2019年11月4日深夜）藤井彩加
- 第345回（2019年11月11日深夜）花谷麻妃（声優）
- 第346回（2019年11月18日深夜）花谷麻妃
- 第347回（2019年11月25日深夜）村上謙三久
- 第348回（2019年12月2日深夜）村上謙三久
- 第349回（2019年12月9日深夜）兼田健一郎
- 第350回（2019年12月16日深夜）兼田健一郎
- 第351回（2019年12月23日深夜）五戸美樹
- 第352回（2019年12月30日深夜）五戸美樹
- 第353回（2020年1月6日深夜）吉田仁美、中村繪里子
- 第354回（2020年1月13日深夜）吉田仁美、中村繪里子
- 第355回（2020年1月20日深夜）RAM RIDER
- 第356回（2020年1月27日深夜）RAM RIDER
- 第357回（2020年2月3日深夜）青木佑磨
- 第358回（2020年2月10日深夜）青木佑磨
- 第359回（2020年2月17日深夜）浅沼晋太郎、浅野真澄、五戸美樹、川尻恵太、大村綾人[22]
- 第360回（2020年2月24日深夜）江崎大（「アニメ！アニメ！」編集長）
- 第361回（2020年3月2日深夜）江崎大
- 第362回（2020年3月9日深夜）石飛恵里花（声優、ピュアリーモンスター）
- 第363回（2020年3月16日深夜）石飛恵里花
- 第364回（2020年3月23日深夜）中原舜実（声優、7代目アシスタント）
- 第365回（2020年3月30日深夜）佐藤勉

### 2020年4月 - 2021年3月
- 第366回（2020年4月6日深夜）鈴木貴都（いちから株式会社）
- 第367回（2020年4月13日深夜）鈴木貴都
- 第368回（2020年4月20日深夜）ゲストなし（ふつおた回）
- 第369回（2020年4月27日深夜）兼田健一郎[23]
- 第370回（2020年5月5日深夜）兼田健一郎[23]
- 第371回（2020年5月11日深夜）五戸美樹[24]
- 第372回（2020年5月18日深夜）五戸美樹[24]
- 第373回（2020年5月25日深夜）ゲストなし（ふつおた回）
- 第374回（2020年6月1日深夜）渡会一仁[25]
- 第375回（2020年6月8日深夜）渡会一仁[25]
- 第376回（2020年6月15日深夜）田原弘毅[26]
- 第377回（2020年6月22日深夜）田原弘毅[26]
- 第378回（2020年6月29日深夜）二月公（『声優ラジオのウラオモテ』作者）
- 第379回（2020年7月6日深夜）二月公
- 第380回（2020年7月13日深夜）佐野裕亮（マイナビニュース編集部）
- 第381回（2020年7月20日深夜）佐野裕亮
- 第382回（2020年7月27日深夜）沢木祐介（構成作家）
- 第383回（2020年8月3日深夜）沢木祐介
- 第384回（2020年8月10日深夜）長沢美樹、岩崎諒太（声優）
- 第385回（2020年8月17日深夜）長沢美樹、岩崎諒太
- 第386回（2020年8月24日深夜）阿川清俊（株式会社PLUS音代表取締役）
- 第387回（2020年8月31日深夜）阿川清俊
- 第388回（2020年9月7日深夜）江原裕理、ながえゆあ（ギルドロップス）
- 第389回（2020年9月14日深夜）江原裕理、ながえゆあ
- 第390回（2020年9月21日深夜）村上謙三久
- 第391回（2020年9月28日深夜）村上謙三久
- 第392回（2020年10月5日深夜）古谷光男（ディレクター）
- 第393回（2020年10月12日深夜）古谷光男
- 第394回（2020年10月19日深夜）福井淳一（東京音研放送サービス制作技術部）
- 第395回（2020年10月26日深夜）福井淳一
- 第396回（2020年11月2日深夜）前川涼子（声優）
- 第397回（2020年11月9日深夜）前川涼子
- 第398回（2020年11月16日深夜）若杉晋吾（ディレクター）
- 第399回（2020年11月23日深夜）若杉晋吾
- 第400回（2020年11月30日深夜）恩田貴大（株式会社ファンコミュニケーションズ）
- 第401回（2020年12月7日深夜）恩田貴大
- 第402回（2020年12月14日深夜）上原裕司（文化放送 技術・システム部）
- 第403回（2020年12月21日深夜）上原裕司
- 第404回（2020年12月28日深夜）あべあきら（放送作家、ミュージシャン）
- 第405回（2021年1月4日深夜）あべあきら
- 第406回（2021年1月11日深夜）西明日香（声優）
- 第407回（2021年1月18日深夜）西明日香
- 第408回（2021年1月25日深夜）山崎はるか（声優）
- 第409回（2021年2月1日深夜）山崎はるか
- 第410回（2021年2月8日深夜）里大哉（ディレクター）
- 第411回（2021年2月15日深夜）里大哉
- 第412回（2021年2月22日深夜）茅原良平（日本大学 芸術学部放送学科 准教授）
- 第413回（2021年3月1日深夜）茅原良平
- 第414回（2021年3月8日深夜）谷口誠（構成作家）
- 第415回（2021年3月15日深夜）谷口誠
- 第416回（2021年3月22日深夜）友池（お笑い芸人）
- 第417回（2021年3月30日深夜）友池

### 2021年4月 - 2022年3月
- 第418回（2021年4月6日深夜）松原正明（株式会社セントラルミュージック）
- 第419回（2021年4月13日深夜）松原正明
- 第420回（2021年4月20日深夜）夏川椎菜（声優）
- 第421回（2021年4月27日深夜）夏川椎菜
- 第422回（2021年5月4日深夜）鮎澤淳（ディレクター）
- 第423回（2021年5月11日深夜）鮎澤淳
- 第424回（2021年5月18日深夜）田村ゆかり
- 第425回（2021年5月25日深夜）田村ゆかり
- 第426回（2021年6月1日深夜）村田武之（文化放送 編成部）
- 第427回（2021年6月8日深夜）村田武之
- 第428回（2021年6月15日深夜）村上謙三久
- 第429回（2021年6月22日深夜）村上謙三久
- 第430回（2021年6月29日深夜）矢野了平（放送作家）
- 第431回（2021年7月6日深夜）矢野了平
- 第432回（2021年7月13日深夜）鶴間政行（放送作家）
- 第433回（2021年7月20日深夜）鶴間政行
- 第434回（2021年7月27日深夜）樋口楓（バーチャルライバー）
- 第435回（2021年8月3日深夜）樋口楓
- 第436回（2021年8月10日深夜）宮田護（ディレクター）
- 第437回（2021年8月17日深夜）宮田護
- 第438回（2021年8月24日深夜）髙橋ミナミ、向清太朗[27]
- 第439回（2021年8月31日深夜）髙橋ミナミ
- 第440回（2021年9月7日深夜）黒田倫太郎（構成作家）
- 第441回（2021年9月14日深夜）黒田倫太郎
- 第442回（2021年9月21日深夜）ともなりゆうこ（構成作家）
- 第443回（2021年9月28日深夜）ともなりゆうこ
- 第444回（2021年10月5日深夜）花崎圭司（構成作家）
- 第445回（2021年10月12日深夜）花崎圭司
- 第446回（2021年10月19日深夜）福本岳史（構成作家）
- 第447回（2021年10月26日深夜）福本岳史
- 第448回（2021年11月2日深夜）牧野泰明（文化放送開発センター）
- 第449回（2021年11月9日深夜）牧野泰明
- 第450回（2021年11月16日深夜）片寄好之（元文化放送 取締役）
- 第451回（2021年11月23日深夜）片寄好之
- 第452回（2021年11月30日深夜）島貫鉄平（ディレクター）
- 第453回（2021年12月7日深夜）島貫鉄平
- 第454回（2021年12月14日深夜）渡会一仁
- 第455回（2021年12月21日深夜）渡会一仁
- 第456回（2021年12月28日深夜）千葉翔也（声優）
- 第457回（2022年1月4日深夜）千葉翔也
- 第458回（2022年1月11日深夜）井手響太（文化放送）
- 第459回（2022年1月18日深夜）井手響太
- 第460回（2022年1月25日深夜）佐野由加里（ディレクター）
- 第461回（2022年2月1日深夜）佐野由加里
- 第462回（2022年2月8日深夜）兼田健一郎
- 第463回（2022年2月15日深夜）兼田健一郎
- 第464回（2022年2月22日深夜）今野要子（フリーアナウンサー）
- 第465回（2022年3月1日深夜）今野要子
- 第466回（2022年3月8日深夜）堀江由衣（声優）
- 第467回（2022年3月15日深夜）堀江由衣
- 第468回（2022年3月22日深夜）西川あやの（文化放送アナウンサー）
- 第469回（2022年3月29日深夜）西川あやの

### 2022年4月 - 2023年3月
- 第470回（2022年4月5日深夜）齋藤清人（文化放送代表取締役社長）
- 第471回（2022年4月12日深夜）齋藤清人
- 第472回（2022年4月19日深夜）青山明誉（ディレクター）
- 第473回（2022年4月26日深夜）青山明誉
- 第474回（2022年5月3日深夜）吉原じゅんぺい（構成作家）
- 第475回（2022年5月10日深夜）吉原じゅんぺい
- 第476回（2022年5月17日深夜）鈴村健一
- 第477回（2022年5月24日深夜）鈴村健一
- 第478回（2022年5月31日深夜）長濱貴一（構成作家）
- 第479回（2022年6月7日深夜）長濱貴一
- 第480回（2022年6月14日深夜）久保拓生（ディレクター）
- 第481回（2022年6月21日深夜）久保拓生
- 第482回（2022年6月28日深夜）天海浩介（ディレクター）
- 第483回（2022年7月5日深夜）天海浩介
- 第484回（2022年7月12日深夜）あいばなおこ（ディレクター）
- 第485回（2022年7月19日深夜）あいばなおこ
- 第486回（2022年7月26日深夜）竹之下淳（ディレクター）
- 第487回（2022年8月2日深夜）竹之下淳
- 第488回（2022年8月9日深夜）二瓶和磨（ディレクター）
- 第489回（2022年8月16日深夜）二瓶和磨
- 第490回（2022年8月23日深夜）北阪昌人（ラジオドラマ脚本家）
- 第491回（2022年8月30日深夜）北阪昌人
- 第492回（2022年9月6日深夜）ほし友実（構成作家）
- 第493回（2022年9月13日深夜）ほし友実
- 第494回（2022年9月20日深夜）井上喜久子（声優）
- 第495回（2022年9月27日深夜）井上喜久子
- 第496回（2022年10月4日深夜）内田浩之（文化放送エクステンド社長）
- 第497回（2022年10月11日深夜）内田浩之
- 第498回（2022年10月18日深夜）浅野真優（文化放送広報）
- 第499回（2022年10月25日深夜）浅野真優
- 第500回（2022年11月1日深夜）井口裕香（声優）
- 第501回（2022年11月8日深夜）井口裕香
- 第502回（2022年11月15日深夜）田口智啓（株式会社ノワ）
- 第503回（2022年11月22日深夜）田口智啓
- 第504回（2022年11月29日深夜）吉野祐一郎（文化放送）
- 第505回（2022年12月6日深夜）吉野祐一郎
- 第506回（2022年12月13日深夜）長沼真吾（ディレクター）
- 第507回（2022年12月20日深夜）長沼真吾
- 第508回（2022年12月27日深夜）江崎雄二（MAGES.）
- 第509回（2023年1月3日深夜）江崎雄二
- 第510回（2023年1月10日深夜）藤井青銅
- 第511回（2023年1月17日深夜）藤井青銅
- 第512回（2023年1月24日深夜）森田翔馬（MAGES.）
- 第513回（2023年1月31日深夜）森田翔馬
- 第514回（2023年2月7日深夜）作田裕介（バンダイナムコミュージックライブ）
- 第515回（2023年2月14日深夜）作田裕介
- 第516回（2023年2月21日深夜）鈴木里彩（構成作家）
- 第517回（2023年2月28日深夜）鈴木里彩
- 第518回（2023年3月7日深夜）兼田健一郎
- 第519回（2023年3月14日深夜）兼田健一郎
- 第520回（2023年3月21日深夜）那谷柊優（声優、8代目アシスタント）
- 第521回（2023年3月28日深夜）那谷柊優

### 2023年4月 - 2024年3月
- 第522回（2023年4月29日）宮嵜守史（TBSラジオ「JUNK」統括プロデューサー）
- 第523回（2023年5月27日）岩崎諒太、前川涼子（声優）
- 第524回（2023年6月24日）高垣雄海（構成作家）
- 第525回（2023年7月29日）村上謙三久
- 第526回（2023年8月26日）世界（EXILE、FANTASTICS from EXILE TRIBE）
- 第527回（2023年9月30日）鈴村健一
- 第528回（2023年10月28日）田辺竜一（科学技術館サイエンスホールマネージャー）
- 第529回（2023年11月25日）戸波英剛（TBSグロウディア）
- 第530回（2023年12月30日）桃井はるこ（シンガーソングライター、声優）
- 第531回（2024年1月27日）寺田洋（JVCケンウッド）
- 第532回（2024年2月24日）榎本温子、山本麻里安（声優）
- 第533回（2024年3月30日）坂本尚文（構成作家）

### 2024年4月 -
- 第534回（2024年4月27日深夜）藤井青銅
- 第535回（2024年5月31日深夜）加藤慶（文化放送デジタルソリューション部）
- 第536回（2024年6月27日深夜）米内山凌（ディレクター）
- 第537回（2024年7月26日深夜）飯塚雅弓 （声優）
- 第538回（2024年8月30日深夜）俺スナ（大喜利プレイヤー）
- 第539回（2024年9月27日深夜）横川涼（ディレクター）
- 第540回（2024年10月25日深夜）兼田健一郎
- 第541回（2024年11月29日深夜）RAM RIDER
- 第542回（2024年12月27日深夜）岩月正人（構成作家）
- 第543回（2025年1月31日深夜）渡会一仁
- 第544回（2025年2月28日深夜）鷲崎健
- 第545回（2025年3月28日深夜）ゲストなし

## 番組テーマソング
- Frequency Melody - 長嶋はるか（第147回 - 第545回）

## 特別番組
伊福部崇のラジオのラジオのイベント カウントダウンスペシャル
2015年12月31日23:30 - 2016年1月1日1:00に超A&G+で配信された。
同時刻に行われていた『伊福部崇のラジオのラジオのイベント Vol.6』の模様が生配信された。
ぴょんさんの あなたとツナガリたい！
2018年5月14日の『伊福部崇のラジオのラジオ』の配信時間に超A&G+にて配信された。
2017年12月24日に科学技術館サイエンスホールで開催された「伊福部崇のラジオのラジオのイベント Vol.10」にて行われたラジオ企画プレゼン大会にて特番枠を獲得した、山崎はるかの特別番組。
事前に山崎はるかと電話でお話したいリスナーを募集し、リスナーが山崎はるかと話したい好きな話題をトークする。
南早紀と下野紘のアゲアゲ チ金 FRIDAY!
2019年1月11日16時より超A&G+で配信された。
2017年12月24日に科学技術館サイエンスホールで開催された「伊福部崇のラジオのラジオのイベント Vol.10」にて行われたラジオ企画プレゼン大会にて優勝した、南早紀の特別番組。
2018年12月2日に行われた『伊福部崇のラジオのラジオのイベント Vol.12』にて公開収録が行われた。
メインMCは南早紀と下野紘、ゲストに日本唐揚協会会長のやすひさてっぺい。
伊福部崇のラジオのラジオのイベント vol.14.5〜ラジオ紙婚式
2020年12月31日16時半よりZoomウェビナーでリアルタイム配信、2021年1月12日よりAG-ON Premiumにてアーカイブ配信された。
ゲストは洲崎綾。配信日は伊福部と須崎の一年目の結婚記念日であり、紙婚式を行った。
たかしとあやの紙婚式
vol14.5のイベントに内包されたミニ番組。イベント全体パートとあわせてAG-ON Premiumにて配信された。
伊福部崇のラジオのラジオのイベント vol.14.6
2021年7月31日16時よりニコニコ生放送の文化放送A&Gチャンネルで配信された。
ゲストは髙橋ミナミ。
伊福部崇のラジオのラジオのイベント vol.14.7
2021年12月26日14時よりZAIKO LIVEで配信された。
ゲストは宮野真守。
伊福部崇のラジオのラジオのイベント FINAL
2025年3月30日17時よりニコニコ生放送の文化放送A&Gチャンネルで配信された。
ゲストは洲崎綾。

## 公開イベント
公開イベントを定期的に行っており、イベント内容のSNSへの投稿は原則禁止としていた。Vol.4以降Vol.14まで、イベント内容を振り返る延長戦としてイベント終了後にゲストも交えて番組本編の公開収録を行っていた。
伊福部崇のラジオのラジオのイベント Vol.1
2013年8月10日 - 文化放送メディアプラスホール
- 出演：伊福部崇、林沙織
- ゲスト：三重野瞳、諏訪勝、大村綾人、小林洋平

伊福部崇のラジオのラジオのイベント Vol.2
2013年12月29日 - 文化放送メディアプラスホール
- 出演：伊福部崇、林沙織
- ゲスト：関智一、長沢美樹、小野友樹（声優）、渡会一仁、片寄好之、兼田健一郎

伊福部崇のラジオのラジオのイベント Vol.3
2014年5月4日 - 文化放送メディアプラスホール
- 出演：伊福部崇、鈴木美咲
- ゲスト：鹿野優以、植木雄一郎、小泉義徳、やまけん、金川英樹

伊福部崇のラジオのラジオのイベント Vol.4
2014年12月28日 - 文化放送メディアプラスホール
- 出演：伊福部崇、鈴木美咲
- ゲスト：中村繪里子、入江玲於奈、村上謙三久、ブティックあゆみ、菊池慶幸

伊福部崇のラジオのラジオのイベント Vol.5
2015年8月16日 - 文化放送メディアプラスホール
- 出演：伊福部崇、長嶋はるか
- ゲスト：片寄好之、兼田健一郎、岩田光央、渡会一仁、砂山圭大郎

伊福部崇のラジオのラジオのイベント Vol.6
2015年12月31日 - 文化放送メディアプラスホール
- 出演：伊福部崇、長嶋はるか
- ゲスト：中村繪里子、吉田仁美、五戸美樹、村上謙三久、大村綾人、砂山圭大郎

伊福部崇のラジオのラジオのイベント Vol.7
2016年8月14日 - 文化放送メディアプラスホール
- 出演：伊福部崇、長弘翔子
- ゲスト：青木瑠璃子、土井武志、諏訪勝、妹尾

伊福部崇のラジオのラジオのイベント Vol.8(昼の部)
2016年12月4日 - 科学技術館サイエンスホール
- 出演：伊福部崇、長弘翔子
- ゲスト：三重野瞳、小林洋平、関智一

伊福部崇のラジオのラジオのイベント Vol.8(夜の部)
2016年12月4日 - 科学技術館サイエンスホール
- 出演：伊福部崇、長弘翔子
- ゲスト：三重野瞳、小林洋平、田村ゆかり

東放学園公開録音
2017年8月10日 - 東放学園専門学校
- 出演：伊福部崇、藤井彩加
- ゲスト：三上枝織

伊福部崇のラジオのラジオのイベント Vol.9
2017年8月13日 - 科学技術館サイエンスホール
- 出演：伊福部崇、藤井彩加
- ゲスト：本渡楓、向清太朗、小澤亜李、長縄まりあ、坂本尚文（構成作家）、ブティックあゆみ、齋藤亮、羽鳥泰弘、フジカタ（構成作家）

伊福部崇のラジオのラジオのイベント Vol.10
2017年12月24日 - 科学技術館サイエンスホール
- 出演：伊福部崇、藤井彩加
- ゲスト：浅沼晋太郎、山崎はるか、藍原ことみ、南早紀、R藤本（お笑い芸人）、渡会一仁、青木佑磨、五戸美樹

伊福部崇のラジオのラジオのイベント Vol.11
2018年8月12日 - 科学技術館サイエンスホール
- 出演：伊福部崇、嘉陽光
- ゲスト：千葉翔也、向清太朗、中村繪里子、諏訪勝

東放学園公開録音
2018年10月21日 - 東放学園専門学校
- 出演：伊福部崇、嘉陽光
- ゲスト：大久保瑠美、菊池慶幸

伊福部崇のラジオのラジオのイベント Vol.12
2018年12月2日 - 科学技術館サイエンスホール
- 出演：伊福部崇、嘉陽光
- ゲスト：南早紀、下野紘、やすひさてっぺい、渡会一仁

伊福部崇のラジオのラジオのイベント Vol.13
2019年8月11日 - 科学技術館サイエンスホール
- 出演：伊福部崇、中原舜実
- ゲスト：徳井青空、桑原由気、向清太朗、R藤本、ランパンプス（お笑い芸人）、XXCLUB

伊福部崇のラジオのラジオのイベント Vol.14
2020年2月8日 - 科学技術館サイエンスホール
- 出演：伊福部崇、中原舜実
- ゲスト：浅沼晋太郎、浅野真澄、五戸美樹、川尻恵太、大村綾人

伊福部崇のラジオのラジオのイベント Vol.15 〜ほんとにあった怖い話・アニラジ編〜
2022年9月24日 - 文化放送メディアプラスホール
- 出演：伊福部崇、三谷綾子
- ゲスト：渡会一仁、諏訪勝、ちゃんこ

伊福部崇のラジオのラジオのイベント Vol.16 小野坂昌也の新番組を考えよう！
2023年9月16日 - 文化放送メディアプラスホール
- 出演：伊福部崇、苅谷瑠衣
- ゲスト：小野坂昌也

伊福部崇のラジオのラジオのイベント Vol.16 復活！『小野坂・伊福部のyoung やんぐ ヤング』
2023年9月16日 - 文化放送メディアプラスホール
- 出演：伊福部崇、苅谷瑠衣
- ゲスト：小野坂昌也、片寄好之

伊福部崇のラジオのラジオのイベント Vol.17 ～新番組を考えよう！田所あずさ編　【第1部】～企画会議～
2024年3月2日 - 文化放送メディアプラスホール
- 出演：伊福部崇、苅谷瑠衣
- ゲスト：田所あずさ

伊福部崇のラジオのラジオのイベント Vol.17 ～新番組を考えよう！田所あずさ編　【第2部】～本番収録～
2024年3月2日 - 文化放送メディアプラスホール
- 出演：伊福部崇、苅谷瑠衣
- ゲスト：田所あずさ

伊福部崇のラジオのラジオのイベント Vol.18 ～公開収録・宮野真守編～
2024年10月20日 - 文化放送メディアプラスホール
- 出演：伊福部崇、平林瑚夏
- ゲスト：宮野真守

伊福部崇のラジオのラジオのイベント Vol.18 ～公開収録・宮野真守編～ 「宮野真守のRADIO DEADPAN」
2024年10月20日 - 文化放送メディアプラスホール
- 出演：伊福部崇、平林瑚夏
- ゲスト：宮野真守